# 4297 Eichhorn
4297 Eichhorn è un asteroide della fascia principale. Scoperto nel 1938, presenta un'orbita caratterizzata da un semiasse maggiore pari a 2,3350231 UA e da un'eccentricità di 0,1929681, inclinata di 5,86337° rispetto all'eclittica.
L'asteroide è dedicato all'astronomo austriaco naturalizzato statunitense Heinrich Karl Eichhorn.